# Curtiss P-40 Warhawk
El Curtiss P-40 Warhawk fue un caza estadounidense de la Segunda Guerra Mundial, culminación de la famosa familia de aviones Curtiss. En los momentos del inesperado ataque japonés a Pearl Harbour, era el caza estadounidense más importante desde el punto de vista numérico. Prestó servicio en primera línea a lo largo de toda la Segunda Guerra Mundial. La Commonwealth británica y la Fuerza Aérea Soviética usaron el nombre Tomahawk para sus modelos equivalentes a los P-40B y P-40C, y el Kittyhawk para los equivalentes al P-40D y todas las versiones posteriores.

## Diseño y desarrollo

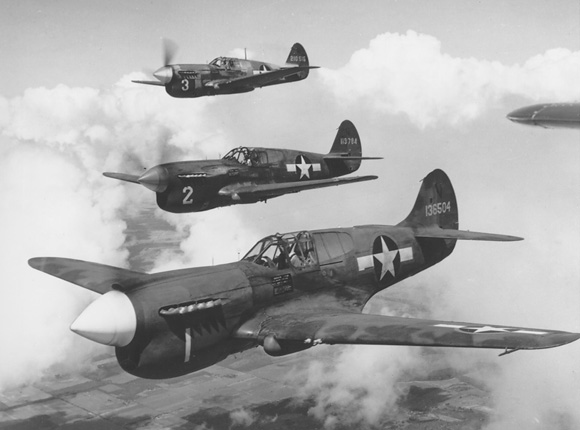
Varios Curtiss P-40, de arriba a abajo: P-40 F/L, P-40K Warhawk.

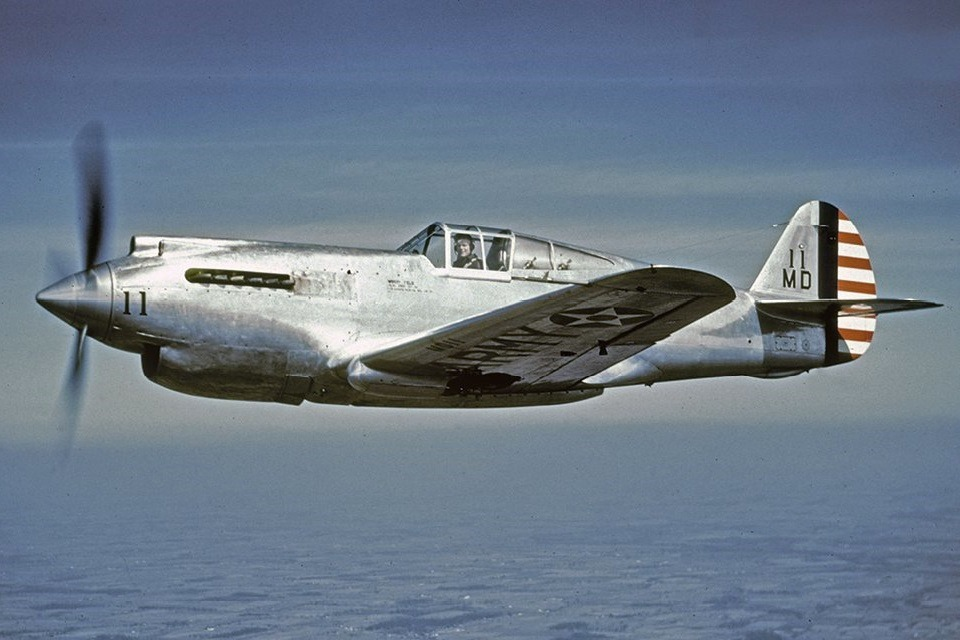
XP-40.

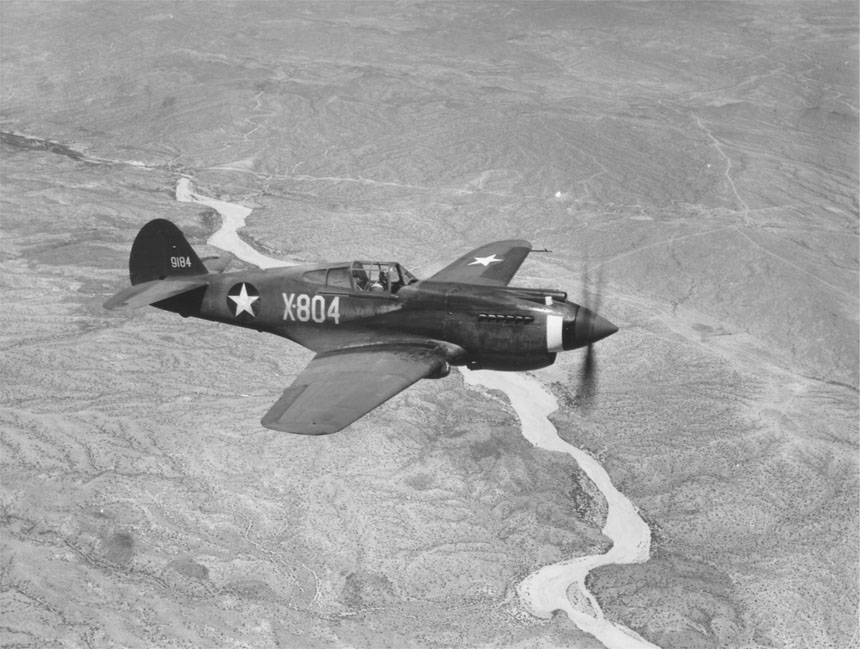
P-40B, X-804.

Animada por las prestaciones que habían demostrado los interceptores europeos propulsados por motores lineales refrigerados por líquido, la Curtiss-Wright Corporation decidió, en 1938, sustituir el motor radial Wright del Curtiss P-36A por un lineal sobrealimentado Allison V-1710-19 y utilizar la célula del 10º aparato de serie (30-18) para la instalación experimental.
Redesignado XP-40, este avión voló por primera vez en octubre de 1938, para ser evaluado el mes de mayo del año siguiente en Wright Field, en competición contra el Bell XP-39 y el Seversky XP-41. En un principio, el radiador del XP-40 estaba situado bajo la sección trasera del fuselaje, pero posteriormente se adelantó hasta el morro, junto con el radiador de aceite. Salvo la planta motriz, el nuevo avión era idéntico al P-36A, es decir, un monoplano de ala baja, construido enteramente en metal, cuyos aterrizadores principales se retraían hacia atrás hasta alojarse en el ala y las ruedas giraban 90 grados para no sobresalir del intradós. El armamento era el mismo: un par de ametralladoras de 12,7 mm en cada semiplano.
Si bien los otros dos prototipos evaluados junto al XP-40 se convertirían más tarde en cazas operativos, el avión Curtiss-Wright fue elegido para su producción inmediata y se firmó un contrato por 524 P-40 que, con un montante de 13 millones de dólares, resultaba el mayor pedido obtenido hasta el momento por un caza norteamericano.
La fabricación se inició a finales de 1939, con 200 aparatos conocidos como Hawk 81A para el USAAC, propulsados por el motor Allison V-1710-33 de 1090 hp, e identificables por la ausencia de carenados en los aterrizadores y por la toma de aire del carburador sobre el morro. Los tres primeros ejemplares sirvieron como prototipos (ocasionalmente conocidos como YP-40) y los aviones de serie iniciales se entregaron al 33rd Pursuit Squadron que, el 25 de julio de 1941, fue destinado a Islandia .
Entre tanto, Francia había pedido 140 unidades de una versión de exportación del P-40, designada Hawk 81A-1; pero cuando se produjo el colapso francés, en junio de 1940, los aviones aún no estaban listos para la entrega y el pedido fue desviado al Reino Unido, donde la RAF los adoptó a finales de ese año bajo la designación de Tomahawk Mk I. Ya por entonces los contratos británicos totalizaban 1000 ejemplares (de los que algunos eran transferidos hacia versiones posteriores). La primera unidad de la RAF que fue equipada con Tomahawk Mk I (provisto de cuatro ametralladoras alares) fue el 2º Escuadrón de cooperación con el ejército, que en el mes de agosto de 1941 tenía su base insular en Sawbridgeworth.
La fabricación prosiguió en Búfalo (Nueva York), con el P-40B (la designación P-40A no se empleó en los aviones estadounidenses, sino que se dedicó a las primeras versiones de exportación). Se produjeron unos 130, que introducían blindaje en la cabina y un armamento de cuatro ametralladoras de 12,7 mm en las alas y dos de 7,62 mm en el capó del morro.
Cuando, el 7 de diciembre de 1941, se produjo la agresión japonesa, había en Hawái 107 P-40 y P-40B; en la primera incursión nipona, 62 P-40B de entre los muchos que estaban alineados casi en orden de revista (sin gasolina ni municiones), en Wheeler Field, resultaron destruidos. Solo tres de los nuevos P-40C despegaron de Bellows, pero dos de ellos fueron derribados en un combate frente a seis cazas Zero.
El Tomahawk Mk IIA fue la versión de la RAF correspondiente al P-40B (Hawk 81A-2) y la mayoría de los 110 entregados se enviaron directamente a Oriente Medio. De los contratos de la RAF se distrajo otro centenar de Tomahawk Mk IIA que se enviaron a China, 90 de los cuales integraron el American Volunteer Group que operaba desde Kuenming y Mingaladon. El American Volunteer Group, más conocido como los Tigres Voladores, lo constituyó el general Claire Chennault con ayuda del gobierno estadounidense. En junio de 1941 llegaron a Birmania por vía marítima los 90 Hawk 81A-2 y sus pilotos, reclutados entre el personal de vuelo de las unidades de caza y bombardeo de la USAAF. El 20 de diciembre tuvo lugar el primer combate, en el que se interceptaron diez bombarderos Mitsubishi Ki-21, de los que se afirmaba haber derribado seis. Tres días después, el 3rd Squadron del AVG se batió en encarnizados combates sobre Rangún, en los que se derribaron diez aviones japoneses frente a tres P-40 y la pérdida de dos pilotos. Cuando el 5 de julio de 1942 el AVG fue absorbido por las USAAF, la unidad había derribado 286 aviones japoneses.
La siguiente variante fue el P-40C (Hawk 81A-3) que introdujo depósitos autosellantes; el USAAC únicamente adquirió 193 aparatos, pero esta serie fue la principal variante de la RAF, el Tomahawk Mk IIB. De los 945 que se fabricaron con esta designación, 21 se perdieron durante su transporte por mar y 73 se entregaron directamente a la URSS. Los que sirvieron en la RAF se encuadraron en numerosos escuadrones de caza, reconocimiento y cooperación con el ejército, tanto en Reino Unido como en Oriente Medio; sin contar con el 2º y 4º Escuadrón de la Fuerza Aérea Surafricana y el 3º Escuadrón de la Real Fuerza Aérea Australiana. Con un peso máximo de 3658 kg, frente a los 3119 kg del XP-40, el P-40C resultó la versión de serie más lenta de todas cuantas se habían producido, ya que solo alcanzaba 528 km/h a 4950 m. Cuando, a finales de 1941, llegó al norte de África, se demostró muy inferior al Messerschmitt Bf 109E y únicamente algo superior al Hawker Hurricane I, por lo que se utilizó primordialmente en ataque al suelo. A mediados de 1942, resultó obvio que estaba desfasado, la mayor parte de los Tomahawk Mk IIB de la RAF se transfirieron a la URSS, a la Fuerza Aérea Turca y a la Real Fuerza Aérea Egipcia.

### Nuevo morro, nuevo nombre
El P-40D (Hawk 87A-2) introducía un importante rediseño del morro (de ahí la nueva designación de la compañía) debido a la adopción del motor Allison V-1710-39, que reducía el morro en 15 cm. Se disminuyó la sección transversal del morro, y el radiador se situó más adelante y su carenado ganó en profundidad; se acortaron los aterrizadores principales, las cuatro ametralladoras alares pasaron a ser de 12,7 mm y desaparecieron las del morro. Además, se le dotó de un soporte ventral para albergar un depósito lanzable de combustible de 197 litros de capacidad. El P-40D tenía una velocidad punta de 580 km/h y para el USAAC solo se construyeron 23 ejemplares. En la RAF, para la que se produjeron 560 unidades, recibió la denominación Kittyhawk Mk I.
Los primeros Kittyhawk Mk I llegaron al norte de África en diciembre de 1941 y se unieron a los Tomahawk del 112nd Squadron; las posteriores partidas, entregadas durante los cuatro meses siguientes, pasaron a engrosar los efectivos de los Squadron 94, 250 y 260, así como los de los 5th y 7th Squadron de la SAAF y los del 3rd de la RAAF. Veinticuatro aparatos del contrato de la RAF se destinaron a la Fuerza Aérea canadiense y 17 a Turquía.
El P-40E (Hawk 87A-3) fue el primer Warhawk (tal era la designación que recibieron todas las series en servicio en Estados Unidos) que se produjo en gran número después del ataque a Pearl Harbor. Introducía un armamento de seis ametralladoras alares de 12,7 mm, y formó parte de los primeros escuadrones de caza estadounidenses que se enviaron al Reino Unido en 1942, así como al norte de África. Con un peso de 4013 kg, desarrollaba una velocidad punta de 570 km/h, a duras penas la misma que la del Supermarine Spitfire Mk Vc con filtro tropical. La producción totalizó 2320 ejemplares para satisfacer los contratos estadounidenses, más 1500 para la RAF (donde se denominaron Kittyhawk Mk I).
El Rolls-Royce Merlin, de dimensiones aproximadas a las del Allison V-1710, y cuya producción alcanzó enormes proporciones en 1941, fue seleccionado para el P-40, y durante ese año un P-40D de serie se equipó experimentalmente con un Merlin 28, adoptando la denominación de XP-40F (Hawk 87D). Aun cuando el peso bruto alcanzó los 4300 kg, la nueva y más potente planta motriz mejoró la velocidad hasta los 600 km/h a 5500 m; esta versión se caracterizaba por la ausencia de la toma de aire del carburador sobre el morro.
Los 260 primeros ejemplares emplearon el mismo fuselaje del P-40E, pero el aumento progresivo de la sección inferior del morro, que conducía a una paulatina disminución de la estabilidad direccional, determinó que en los últimos P-40F se alargara en 50,8 cm la sección trasera del fuselaje. El peso máximo de los aviones de serie aumentó hasta los 4480 kg y la velocidad punta descendió a 586 km/h. Producido paralelamente a los últimos P-40F, el P-40K incorporaban el Allison V-1710-73 de 1325 hp que mejoraba la velocidad punta hasta 589 km/h, con lo que se conseguía una mínima ventaja marginal sobre el Bf 109E y el Mitsubishi A6M Zero.
Al P-40M se le añadió más potencia gracias al V-1710-81 de 1360 hp. Unos 1300 P-40K (originalmente previstos para cederlos a China por la ley de Préstamo y Arriendo) y otros 600 P-40M se fabricaron con destino a las USAAF; la RAF denominó Kittyhawk Mk II  y Kittyhawk Mk IIA a su versión del P-40F. Un total de 616 Kittyhawk Mk III, equivalentes al P-40M, se entregaron a la RAF para el servicio en Oriente Medio, donde se revelaron mejores que el Hurricane en sus confrontaciones con el Bf 109F.
Se produjeron unos 45 P-40G, que combinaban el fuselaje del Kittyhawk con las alas del Tomahawk y contaban con seis ametralladoras alares calibre 12,7 mm; todos los ejemplares se quedaron en los Estados Unidos. El P-40J estaba previsto que empleara un Allison turboalimentado, pero no entró en producción debido a la llegada de los Rolls-Royce Merlin. El motor Packard V-1650-1 (copia del Merlin) fue instalado en el P-40L del que, en 1943, se produjeron 700 para las USAAF (ninguno para la RAF); a algunos de estos aparatos se les desposeyó del blindaje, se les aligeró de cierta cantidad de combustible y equiparon solo dos ametralladoras al objeto de mejorar las prestaciones.
El Warhawk definitivo fue el P-40N, que entró en producción a finales de 1943 y cuyas entregas a las USAAF comenzaron en mayo del siguiente año. Volviendo al motor Allison, se trataba de una versión aligerada, desprovista del depósito de combustible que había en la sección delantera de fuselaje. Los primeros lotes de producción, de los que se fabricaron 1977 unidades, montaban únicamente cuatro ametralladoras en los planos y su peso bruto ascendía a 4081 kg. A estos siguieron otros lotes que incorporaban el motor V-1710-99, volvían a equipar las seis ametralladoras y podían transportar una bomba de 227 kg en el soporte ventral. La última subvariante de serie contaba con un propulsor V-1710-115 y llevaba dos soportes subalares para otras tantas bombas adicionales de 227 kg; se pidieron 1000 unidades de estas características, que no pudieron servirse ya que en septiembre de 1944, cuando solo se habían completado 220 unidades, cesó la producción del Warhawk. Se fabricarón 588 Kittyhawk Mk IV para la RAF, equivalentes al P-40N-20.

### Otras versiones

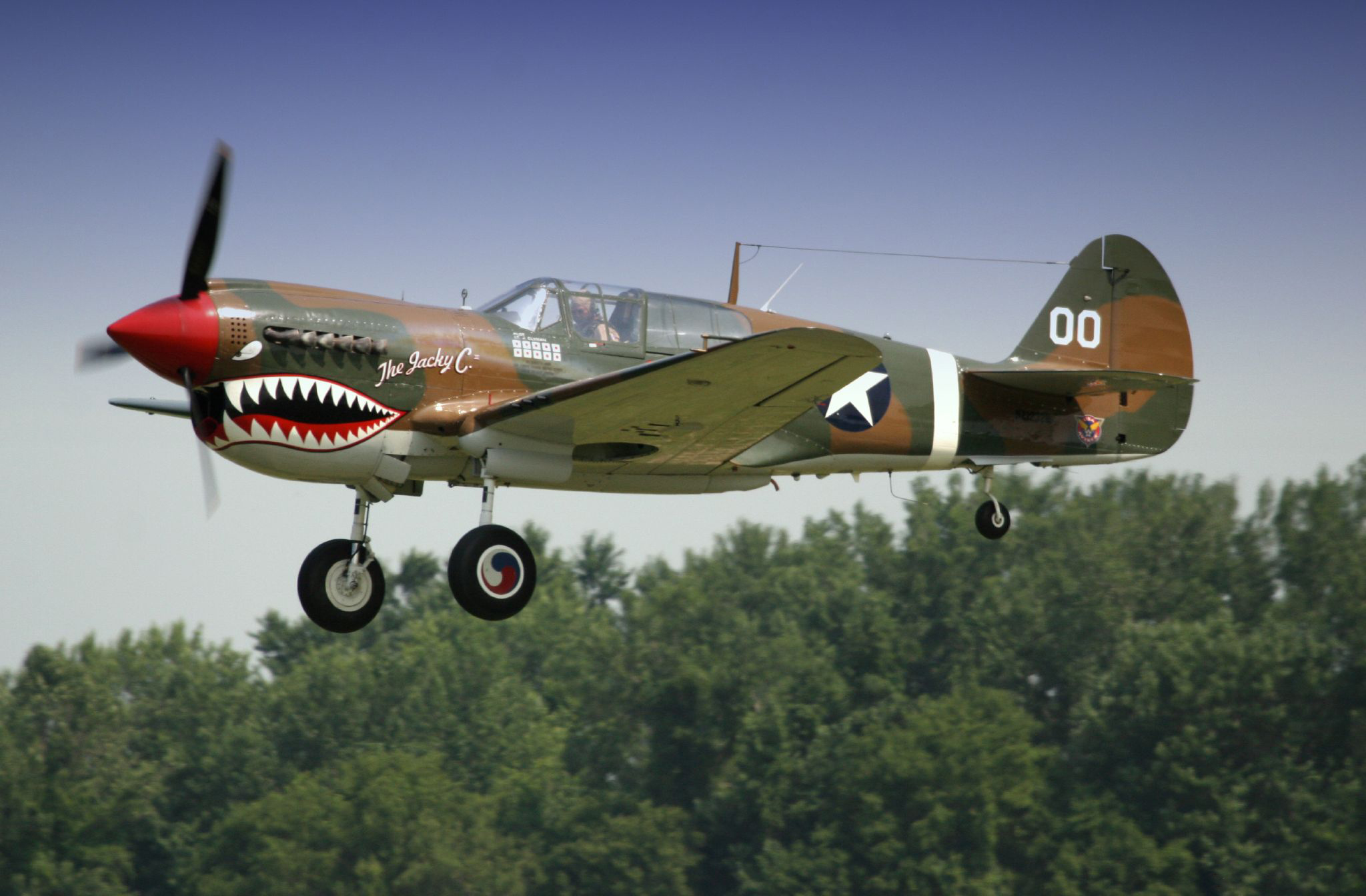
Un Curtiss P-40 Warhawk volando en el Geneseo Airshow en 2006.

En 1944, debido a la instalación del Merlin en el North American P-51, existía una gran demanda de repuestos para ese motor, por lo que se reconvirtieron 300 P-40F y L al objeto de que pudieran utilizar el Allison V-1710-81, tras lo cual pasaron a denominarse P-40R-1 y P-40R-2 respectivamente; la mayor parte de ellos se quedaron en Estados Unidos como aviones de entrenamiento.
Se produjeron tres XP-40Q experimentales, con motores V-1710-121 y radiadores ubicados en las alas; al primero, un P-40K (42-9987) convertido con hélice cuatripala, le siguieron otro P-40K convertido (el 42-45722) y un P-40N (43-24571), ambos con cubiertas de burbuja. Posteriormente, al 42-45722 se le acortaron las alas hasta los 10,79 m de envergadura y el radiador se volvió a situar en el morro; con esta configuración se convertiría en el avión más veloz de todos los Warhawk, con una velocidad máxima de 679 km/h a 6273 m. Por último, unos pocos P-40E y P-40N se transformaron en entrenadores biplaza bajo la denominación TP-40N.

## Historia operacional
Durante la II Guerra Mundial, los Warhawk de las USAAF sirvieron en casi todos los frentes, encuadrados en gran número de grupos de caza y persecución (Pursuit). Pese a que puede darse como válido que la permanencia de los P-40 en servicio con las USAAF, en teatros de guerra secundarios, se debiera a que los cazas más avanzados (como el P-38, P-47 o P-51) eran absolutamente imprescindibles en los principales teatros de operaciones, nunca se ha explicado satisfactoriamente por qué la producción del P-40 se prolongó hasta finales de 1944, una época en las que sus prestaciones resultaban poco menos que lamentables. Sea como fuere, una gran cantidad de Tomahawk y Kittyhawk se entregaron bajo contrato a la RAF, RAAF, RCAF, RNZAF y SAAF; sin embargo, cabe justificar el escaso número de unidades que se equiparon con el P-40 por el hecho de que una importante proporción de los aviones vendidos al Reino Unido se desviaron a la URSS entre 1942 y 1943 (de los 2430 enviados, 2091 llegaron a destino sanos y salvos). A lo largo de los dos últimos años de hostilidades, los Estados Unidos suministraron 377 P-40 (principalmente N) a China. En 1943 se remitieron a Brasil 89 P-40E. Entre los últimos P-40N que permanecieron en servicio operativo, se cita a los del 120º Escuadrón de Cuerpo Aéreo del Ejército Neerlandés, que tomaron parte en la esporádica lucha contra los indonesios en 1946-47. La producción global del P-40 ascendió a 16 802 ejemplares, incluidos los 4787 debidos a los contratos británicos.

### Commonwealth Británica

#### Real Fuerza Aérea Australiana

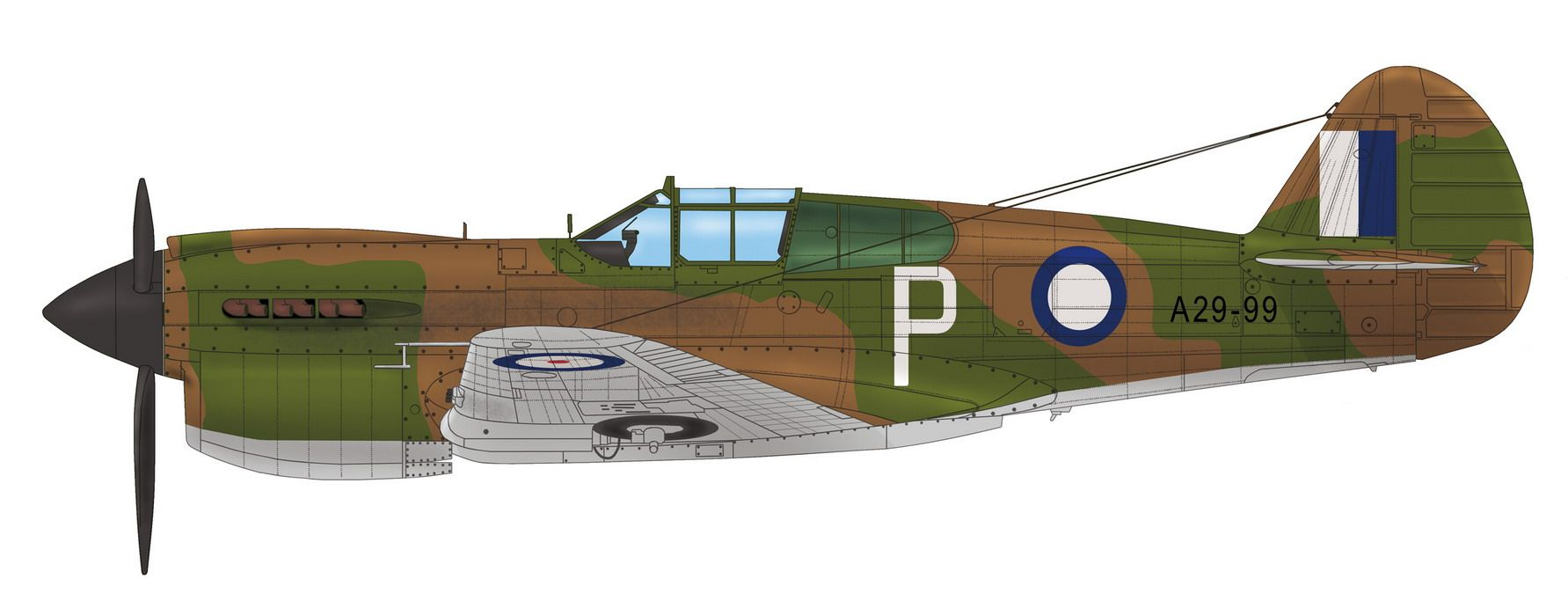
Curtiss P-40 Kittyhawk Mk I del 75° Escuadrón de la RAAF, que el F/O Geoff Atherton voló sobre Nueva Guinea en agosto de 1942.

El Kittyhawk fue el caza principal utilizado por la RAAF en la Segunda Guerra Mundial, en mayor número que los Spitfire. Dos escuadrones de la RAAF que servían con la Fuerza Aérea del Desierto, los Escuadrones N.º 3 y N.º 450, fueron las primeras unidades australianas a las que se les asignaron P-40. Otros pilotos de la RAAF sirvieron con escuadrones de P-40 de la RAF o SAAF en el teatro.
Muchos pilotos de la RAAF lograron puntajes altos en el P-40. Al menos cinco alcanzaron el estatus de "doble as": Clive Caldwell, Nicky Barr, John Waddy, Bob Whittle (11 derribos cada uno) y Bobby Gibbes (10 derribos) en las campañas de Medio Oriente, África del Norte y/o Nueva Guinea. En total, 18 pilotos de la RAAF se convirtieron en ases mientras volaban el P-40. 
Nicky Barr, como muchos pilotos australianos, consideraba al P-40 una montura fiable: 

"Para mí, el Kittyhawk se convirtió en un amigo. Era bastante capaz de sacarte de problemas la mayoría de las veces. Era un verdadero caballo de guerra."

Al mismo tiempo que se desarrollaban los combates más intensos en el norte de África, la Guerra del Pacífico también se encontraba en sus primeras etapas, y las unidades de la RAAF en Australia carecían por completo de aviones de combate adecuados. La producción de Spitfire estaba siendo absorbida por la guerra en Europa; se probaron los P-38, pero fueron difíciles de obtener; los primeros Mustang aún no habían llegado a escuadrones en ninguna parte, y la pequeña e inexperta industria aeronáutica de Australia estaba orientada hacia aviones más grandes. Los P-40 de las USAAF y sus pilotos, originalmente destinados a la Fuerza Aérea del Lejano Oriente de los Estados Unidos en Filipinas, pero desviados a Australia como resultado de la actividad naval japonesa, fueron los primeros aviones de combate adecuados en llegar en cantidades sustanciales. A mediados de 1942, la RAAF pudo obtener algunos envíos de reemplazo de las USAAF.
Los Curtiss P-40 Kittyhawk de la RAAF jugaron un papel crucial en el Teatro del Pacífico Sudoeste. Lucharon en el frente como cazas durante los primeros años críticos de la Guerra del Pacífico, y la durabilidad y la capacidad de transporte de bombas (1000 lb/454 kg) del P-40 también lo hicieron ideal para el papel de ataque terrestre. Por ejemplo, los escuadrones 75 y 76 jugaron un papel crítico durante la Batalla de la Bahía de Milne, defendiéndose de los aviones japoneses y proporcionando apoyo aéreo cercano y efectivo para la infantería australiana, negando la ventaja japonesa inicial en tanques ligeros.
Las unidades de la RAAF que más utilizaron Kittyhawk en el suroeste del Pacífico fueron los escuadrones 75, 76, 77, 78, 80, 82, 84 y 86. Estos escuadrones entraron en acción principalmente en las campañas de Nueva Guinea y Borneo.
A finales de 1945, los escuadrones de cazas de la RAAF en el suroeste del Pacífico comenzaron a convertirse al P-51D. Sin embargo, los Kittyhawk estuvieron en uso con la RAAF hasta el final de la guerra, en Borneo. En total, la RAAF adquirió 841 Kittyhawk (sin contar los modelos pedidos por los británicos utilizados en el norte de África), incluyendo 163 P-40E, 42 P-40K, 90 P-40M y 553 P-40N. Además, la RAAF ordenó 67 Kittyhawk para su uso por el Escuadrón N.º 120 (Indias Orientales Neerlandesas) (una unidad conjunta australiano-holandesa en el Pacífico suroeste). El P-40 fue retirado por la RAAF en 1947.

#### Real Fuerza Canadiense
Un total de 13 unidades de la Real Fuerza Aérea Canadiense operaron el P-40 en los teatros del noroeste de Europa o Alaska.
A mediados de mayo de 1940, oficiales canadienses y estadounidenses observaron pruebas comparativas de un XP-40 y un Spitfire, en RCAF Uplands, Ottawa. Si bien se consideró que el Spitfire había funcionado mejor, no estaba disponible para su uso en Canadá y se ordenó al P-40 que cumpliera con los requisitos de defensa aérea nacional. En total, ocho Escuadrones de Establecimiento de la Guerra Nacional fueron equipados con el Kittyhawk: 72 aviones Kittyhawk I, 12 Kittyhawk Ia, 15 Kittyhawk III y 35 Kittyhawk IV, para un total de 134 aviones. Estos aviones se desviaron principalmente de los pedidos de Préstamo y Arriendo de la RAF para el servicio en Canadá. Los P-40 Kittyhawk se obtuvieron en lugar de 144 P-39 Airacobra asignados originalmente a Canadá, pero reasignados a la RAF.
Sin embargo, antes de que cualquier unidad local recibiera el P-40, tres escuadrones del Article XV de la RCAF operaban aviones Tomahawk desde bases en el Reino Unido. El No. 403 Squadron RCAF, una unidad de combate, usó el Tomahawk Mk II brevemente, antes de convertirse al Spitfire. Dos escuadrones de Cooperación del Ejército (apoyo aéreo cercano): los escuadrones 400 y 414, fueron entrenados con Tomahawk, antes de convertirse al Mustang Mk. I. De estos, solo el Escuadrón N.º 400 usó Tomahawk operacionalmente, llevando a cabo una serie de barridos armados sobre Francia a finales de 1941. Los pilotos de la RCAF también volaron Tomahawk o Kittyhawk con otras unidades de la Commonwealth británica con base en el norte de África, el Mediterráneo, el sudeste asiático y (en al menos un caso) el Pacífico Sudoccidental.
En 1942, la Armada Imperial Japonesa ocupó dos islas, Attu y Kiska, en las Aleutianas, frente a Alaska. Los escuadrones P-40 de defensa local de la RCAF entraron en combate sobre las Aleutianas, ayudando a las USAAF. La RCAF envió inicialmente al Escuadrón 111, volando el Kittyhawk I, a la base estadounidense en la isla Adak. Durante la prolongada campaña, 12 Kittyhawk canadienses operaron de forma rotatoria desde una base nueva y más avanzada en Amchitka, a 75 millas (121 km) al sureste de Kiska. Los escuadrones 14 y 111 dieron un "giro" en la base. Durante un gran ataque a las posiciones japonesas en Kiska el 25 de septiembre de 1942, el Líder de Escuadrón Ken Boomer derribó un hidroavión Nakajima A6M2-N ("Rufe"). La RCAF también compró 12 P-40K directamente de las USAAF mientras estaba en las Aleutianas. Después de que la amenaza japonesa disminuyó, estos dos escuadrones de la RCAF regresaron a Canadá y finalmente se transfirieron a Inglaterra sin sus Kittyhawk.
En enero de 1943, se formó una unidad adicional del Article XV, el Escuadrón 430 en RAF Hartford Bridge, Inglaterra, y se entrenó en el obsoleto Tomahawk IIA. El escuadrón se convirtió al Mustang I antes de comenzar a operar a mediados de 1943.
A principios de 1945, los pilotos del Escuadrón N.º 133 de la RCAF, que operaban el P-40N desde la RCAF Patricia Bay (Victoria, Columbia Británica), interceptaron y destruyeron dos bombas-globo japonesas, que estaban diseñadas para causar incendios forestales en el norte del continente americano. El 21 de febrero, el Oficial Piloto EE Maxwell derribó un globo que aterrizó en la montaña Sumas en el estado de Washington. El 10 de marzo, el Oficial Piloto J. O. Patten destruyó un globo cerca de la isla Saltspring, Columbia Británica. La última intercepción tuvo lugar el 20 de abril de 1945, cuando el Oficial Piloto PV Brodeur del Escuadrón 135 de Abbotsford, Columbia Británica, derribó un globo sobre la montaña Vedder.

#### Real Fuerza Aérea de Nueva Zelanda
Algunos pilotos de la Real Fuerza Aérea de Nueva Zelanda (RNZAF) y neozelandeses de otras fuerzas aéreas volaron P-40 británicos mientras servían con escuadrones de DAF en el norte de África e Italia, incluido el as Jerry Westenra.
Un total de 301 P-40 fueron asignados a la RNZAF bajo la Ley de Préstamo y Arriendo, para su uso en el Teatro del Pacífico, aunque cuatro de ellos se perdieron en tránsito. El avión equipó los escuadrones 14, 15, 16, 17, 18, 19 y 20.
Los escuadrones de P-40 de la RNZAF obtuvieron éxitos en combate aéreo contra los japoneses entre 1942 y 1944. Sus pilotos obtuvieron 100 victorias aéreas en P-40, mientras que perdieron 20 aviones en combate. El piloto Geoff Fisken, el máximo as de la Commonwealth Británica en el Pacífico, voló P-40 del Escuadrón 15, aunque la mitad de sus victorias las obtuvo con el Brewster Buffalo.
La abrumadora mayoría de las victorias del P-40 de la RNZAF se anotaron contra cazas japoneses, en su mayoría Zero. Otras victorias incluyeron bombarderos en picado Aichi D3A "Val". El único derribo confirmado de bimotor, un Ki-21 "Sally" (identificado erróneamente como un G4M "Betty") cayó en manos de Fisken en julio de 1943.
Desde finales de 1943 y 1944, los P-40 de la RNZAF se utilizaron cada vez más contra objetivos terrestres, incluido el uso innovador de cargas de profundidad navales como bombas improvisadas de alta capacidad. Los últimos P-40 de la RNZAF de primera línea fueron reemplazados por Vought F4U Corsair en 1944. Los P-40 fueron relegados para su uso como entrenadores de pilotos avanzados.
Los restantes P-40 de la RNZAF, excluyendo los 20 derribados y los 154 cancelados, fueron desguazados en su mayoría en Rukuhia en 1948.

### Unión Soviética

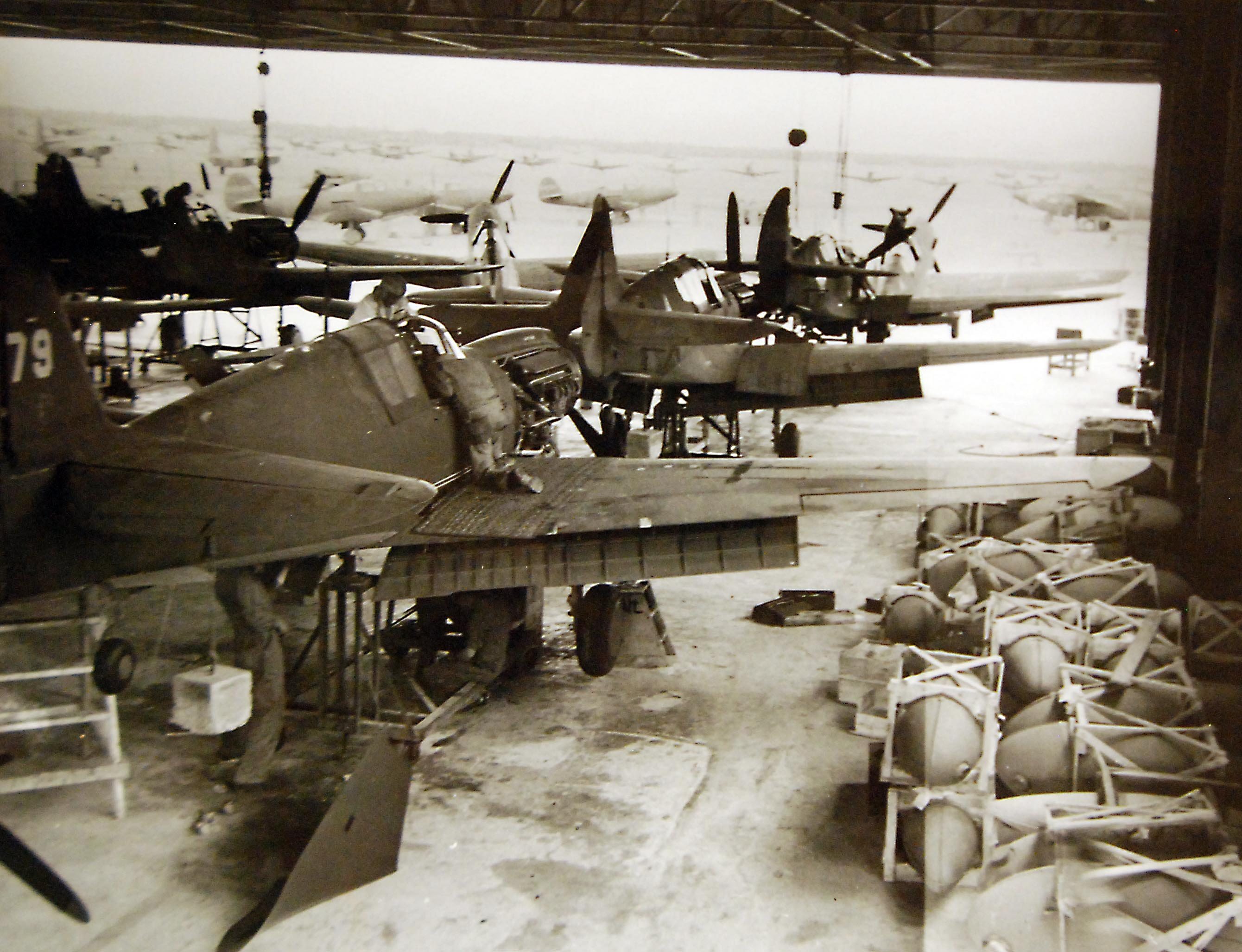
Ensamblaje de P-40 en Irán hacia la Unión Soviética, al fondo se aprecian P-39.

El P-40 fue uno más importantes cazas de combate recibidos por la URSS bajo el programa de Préstamo y Arriendo Anglo-Americano, el tercero, con 2425 aviones, por detrás del P-39 con 4952 aviones, Hawker Hurricane con 2952 aviones. De hecho, el Curtiss P-40 Tomahawk/Kittyhawk fue el primer caza aliado suministrado a la URSS en virtud del acuerdo de Préstamo y Arriendo. La URSS recibió 247 P-40B/C (equivalente al Tomahawk IIA/B en servicio con la RAF) y 2178 ejemplares P-40E, -K, -L y -N entre 1941 y 1944. Los Tomahawk fueron embarcados desde Gran Bretaña y directamente desde los Estados Unidos, muchos de ellos llegaron incompletos, sin ametralladoras e incluso la mitad inferior del capó del motor. A finales de septiembre de 1941, los primeros 48 P-40 se ensamblaron y comprobaron en la URSS. Los vuelos de pruebas mostraron algunos defectos de fabricación: el generador y los engranajes de la bomba de aceite y los ejes del generador fallaron repetidamente, lo que provocó aterrizajes de emergencia. El informe de prueba indicó que el Tomahawk era inferior a los "cazas de producción con motor M-105P soviéticos en velocidad y velocidad de ascenso. Sin embargo, tenía un buen rendimiento en campos cortos, maniobrabilidad horizontal, alcance y resistencia". Sin embargo, los Tomahawk y Kittyhawk se utilizaron contra los alemanes. El 126º IAP, luchando en los Frentes Occidental y en Kalinin, fue la primera unidad en recibir el P-40. El regimiento entró en acción el 12 de octubre de 1941. El 15 de noviembre de 1941, esa unidad había derribado 17 aviones alemanes. Sin embargo, el Teniente (SG) Smirnov señaló que el armamento P-40 era suficiente para ametrallar las líneas enemigas, pero bastante ineficaz en el combate aéreo. Otro piloto, SG Ridnyy (Héroe de la Unión Soviética), comentó que tuvo que disparar la mitad de la munición a 50-100 metros (165-340 pies) para derribar un avión enemigo.
En enero de 1942, se realizaron unas 198 salidas de aviones (334 horas de vuelo) y se llevaron a cabo 11 enfrentamientos aéreos, en los que se derribaron cinco Bf 109, un Ju 88 y un He 111. Estas estadísticas revelan un hecho sorprendente: resulta que el Tomahawk era totalmente capaz de entablar un combate aéreo exitoso contra un Bf 109. Los informes de los pilotos sobre las circunstancias de los enfrentamientos confirman este hecho. El 18 de enero de 1942, los tenientes SV Levin e IP Levsha (en pareja) lucharon en un enfrentamiento contra siete Bf 109 y derribaron a dos de ellos sin pérdidas. El 22 de enero, un vuelo de tres aviones dirigido por el Teniente EE Lozov se enfrentó a 13 aviones enemigos y derribó dos Bf 109E, nuevamente sin pérdidas. En total, en enero, se perdieron dos Tomahawk; uno derribado por la artillería antiaérea alemana y otro perdido ante Messerschmitt.
Los soviéticos destriparon sus P-40 de manera significativa para el combate, en muchos casos eliminando los cañones de las alas por completo en los tipos P-40B/C, por ejemplo. Los informes de la Fuerza Aérea Soviética afirman que les gustó el alcance y la capacidad de combustible del P-40, que eran superiores a la mayoría de los cazas soviéticos, aunque todavía preferían el P-39. El piloto soviético Nikolai G. Golodnikov recordó: "La cabina era enorme y alta. Al principio, se sentía desagradable sentarse en un vidrio hasta la cintura, ya que el borde del fuselaje estaba casi a la altura de la cintura. Pero el vidrio a prueba de balas y el asiento blindado eran fuertes y la visibilidad era buena. La radio también era buena. Era potente, fiable, pero solo en HF (alta frecuencia). Las radios estadounidenses no tenían micrófonos de mano, sino micrófonos de garganta. Eran buenos micrófonos de garganta: pequeños, livianos y cómodos". La mayor queja de algunos aviadores soviéticos fue su bajo régimen de ascenso y problemas con el mantenimiento, especialmente con la quema de los motores. Los pilotos de VVS generalmente volaron el P-40 en configuraciones de War Emergency Power mientras estaban en combate, lo que acercó el rendimiento de aceleración y velocidad a las de sus rivales alemanes, pero podrían quemar los motores en cuestión de semanas. Los neumáticos y las baterías también fallaban. El fluido de los radiadores del motor a menudo se congelaba, agrietando sus núcleos, lo que hacía que el motor Allison no fuera apto para operaciones durante las duras condiciones invernales. Durante el invierno de 1941, el 126 IAP (Regimiento de Aviación de Caza) sufrió radiadores rotos en 38 ocasiones. A menudo, regimientos enteros se redujeron a un solo avión que se podía volar porque no había piezas de repuesto disponibles. También tuvieron dificultades con los requisitos más exigentes de calidad del combustible y el aceite de los motores Allison. Un buen número de P-40 quemados fueron rediseñados con motores soviéticos Klimov M-105 , pero estos funcionaron relativamente mal y fueron relegados al uso de la zonas de retaguardia.

En realidad, el P-40 podría enfrentarse a todos los Messerschmitt en igualdad de condiciones, casi hasta finales de 1943. Si se tienen en cuenta todas las características del P-40, el Tomahawk era igual al Bf 109F y el Kittyhawk era un poco mejor. Su velocidad y maniobra vertical y horizontal eran buenas y totalmente competitivas con los aviones enemigos. La tasa de aceleración era un poco baja, pero cuando te acostumbrabas al motor, estaba bien. Consideramos que el P-40 es un avión de combate decente.
NG Golodnikov,
2.º Regimiento de Cazas de la Guardia (GIAP),
Flota de Aviación del Norte (VVS SF)

El P-40 vio el mayor uso de primera línea en manos soviéticas en 1942 y principios de 1943. Las entregas sobre la ruta de ferry Alaska-Siberia (ALSIB) comenzaron en octubre de 1942. Se utilizó en los sectores del norte y jugó un papel importante en la defensa de Leningrado. Los tipos numéricamente más importantes fueron P-40B/C, P-40E y P-40K/M. Para cuando los mejores tipos P-40F y N estuvieron disponibles, la producción de cazas soviéticos superiores había aumentado lo suficiente como para que el P-40 fuera reemplazado en la mayoría de las unidades de la Fuerza Aérea Soviética por el Lavochkin La-5 y varios modelos posteriores de Yakovlev. En la primavera de 1943, el teniente DI Koval de la 45a IAP ganó el estatus de as en el frente del norte del Cáucaso, derribando seis aviones alemanes mientras volaba un P-40. Algunos escuadrones soviéticos de P-40 tuvieron buenos antecedentes de combate. Algunos pilotos soviéticos se convirtieron en ases en el P-40, aunque no tantos como en el P-39 Airacobra, el caza del Préstamo-Arriendo más numeroso utilizado por la Unión Soviética. Sin embargo, los comandantes soviéticos pensaron que el Kittyhawk superaba significativamente al Hurricane, aunque "no estaba en la misma liga que el Yak-1".

## Variantes
XP-40
Curtis ordenó, en julio de 1937, la conversión de 10 P-36A, sustituyendo el motor radial por un nuevo Motor Lineal Allison V-1710-19. Voló por primera vez en octubre de 1938.
P-40
Primera versión de preproducción, motor V-1710-33, 200 producidos, siendo los primeros asignados al Escuadrón de Persecución 33 en Islandia, dos ametralladoras de 7,62 mm en cada ala. Solicitado por Francia, los aparatos fueron a parar a la RAF, que lo conoció como Tomahawk Mk I, con sus instrumentos en francés, se les cambio el camuflaje, las armas francesas se conservaron en el primer lote, pero fueron sustituidas por armas británicas así como se cambió el mando de gases, ya que los franceses lo usaban invertido.
P-40A
Un ejemplar producido como avión de reconocimiento.
P-40B
Versión de producción, con blindaje, otras dos ametralladoras de 12,7 mm sobre el motor en el morro del aparato. Fue el modelo que se enfrentó a los japoneses en Filipinas y Pearl Harbour, siendo destruido junto a muchos P-40A en el aeródromo de Wheeler. En la RAF fue conocido como Tomahawk Mk II, primera versión, el motor de baja potencia dañó al proyecto, se identifica fácilmente por su fuselaje, muy estrecho frente al empenaje de cola.
P-40C
Casi idéntico al anterior en el exterior, las principales diferencias fueron los depósitos autosellantes, esta versión es la más lenta, fue muy poco usado por el USAAC, siendo destinado principalmente para exportación. La RAF lo utilizó ampliamente como Tomahawk Mk IIb. Casi todos los escuadrones de apoyo al suelo usaron este aparato en el norte de África y unos pocos en Europa, fueron también de este modelo algunos de los asignados a China con los Tigres Voladores.
P-40D
El mayor cambio de apariencia vino con este modelo, se rediseñó el morro con un motor más potente, el Allison V-1710-39, se pudo reducir la longitud del morro, adelantándose el radiador, el armamento fue cambiado; las ametralladoras de las alas fueron cambiadas a 12,7 mm y se eliminaron las del fuselaje; con capacidad de 500 kg de bombas, solo se produjeron 23 aparatos.
P-40E
Fue el primer caza en ser nombrado Warhawk, su armamento se incrementó a 6 ametralladoras en las alas, con un peso de 4013 kg y una velocidad de 570 km/h. Fue el principal caza norteamericano después de Pearl Harbor, se produjeron 2320 para el USAAC y 1500 para la RAF bajo el nombre de Kittyhawk Mk Ia, muchos de ellos fueron a parar a países aliados y algunos enemigos, a pesar de ello es difícil ver uno de ellos hoy en día, ya que fueron los que llevaron el peso de la lucha en los momentos más difíciles de la guerra, perdiéndose muchos de ellos.
P-40F
El motor Merlin había obtenido una buena fama y se produciría bajo licencia por Packard en Estados Unidos, dada su semejanza en tamaño con el Allison, el Merlin se utilizó para equipar esta nueva versión, las diferencias son la ausencia del carburador sobre el morro, un aumento de velocidad a 586 km/h; fue ampliamente usado en el Norte de África, donde algunos despegaron del portaaviones USS Ranger durante la Operación Torch. Problemas de estabilidad hicieron que los últimos F en salir de la línea de montaje fueran alargados 51 cm en el fuselaje trasero.
P-40G
Cuando se comenzó la producción del P-40E, se descubrió un excedente de fuselajes de la versión C, así que se combinaron con alas de la versión E, solo se produjeron 45 y se conservaron en Estados Unidos, primero como cazas de defensa en la costa Este y después como entrenadores.
P-40J
Originalmente se había pensado como una versión sobrealimentada del Allison, pero solo se produjo un ejemplar.
P-40K
Al mismo tiempo que el F, fue producido el K, con un motor V-1710-73 de 1325 hp que proporcionaba una velocidad de 589 km/h, una pequeña aleta dorsal para aumentar la estabilidad. Asignado principalmente al teatro de China y del Pacífico.
P-40L
Los primeros aparatos equipados con la versión de Packard del motor Merlin, también fue el primer intento de aligerar el peso, modificándose en el campo, con la eliminación de una ametralladora en cada ala, el blindaje extra y algo de combustible.
P-40M
Muy similar al K con un motor V-1710-81, tiene la distinción de ser la versión más pesada, ruedas más grandes y otros pequeños cambios en radio y sistema eléctrico, algunos con calentadores en las alas para uso sobre el Himalaya. Para la RAF fue el Kittyhawk Mk III.
P-40N
La versión definitiva, se aligeró el aparato, retirando tanto metal como fuese posible, así como el depósito frontal de combustible y revirtiéndose al motor Allison, en su versión V-1710-99, apagallamas y recubrimiento de metal en los alerones; con una velocidad de 609 km/h, inicialmente se utilizó como interceptor de punto, ya que el ahorro en peso combinado con el motor más potente dio como resultado un "Avión Caliente", pero de muy corto alcance, aun así los últimos N fueron equipados con soportes en las alas para bombas de 500 lb. Treinta fueron convertidos en entrenadores conocidos como TP-40N. La versión de la RAF fue el Kittyhawk Mk IV.
XP-40Q
El mayor cambio en apariencia ocurrió con estos cazas. Tres fueron producidos, el primero, un K con el motor V-1710-121, los otros, dos N con cabina de burbuja, alas cuadradas y reconfiguración del morro, son llamados los más hermosos P-40 fabricados y están entre los aviones más estéticos producidos jamás. Versión de reconocimiento F-4, con alcance de 5633 km.
P-40R
300 aviones de las versiones F y L modificados con motores V-1710-81 y usados para entrenamiento.

## Operadores
Australia
- Real Fuerza Aérea Australiana

 Brasil
- Fuerza Aérea Brasileña

 Canadá
- Real Fuerza Aérea Canadiense[11]

 República de China

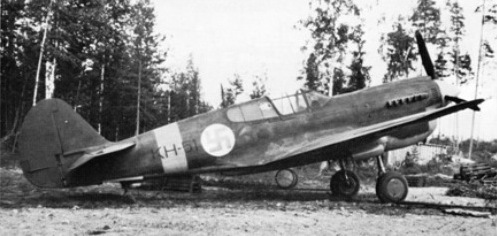
El único Warhawk finés en 1944. Este avión era un anterior P-40M soviético (conocido como Silver 23).

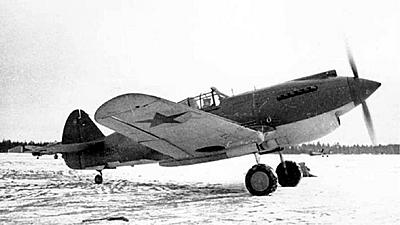
Un P-40B Warhawk soviético en 1942.

- Fuerza Aérea de la República de China

 Egipto
- Fuerza Aérea Egipcia

 Estados Unidos
- Cuerpo Aéreo del Ejército de los Estados Unidos
- Fuerzas Aéreas del Ejército de los Estados Unidos

 Finlandia
- Fuerza Aérea Finlandesa

 Francia
- Armée de l'air

 Indonesia
- Fuerza Aérea del Ejército Nacional de Indonesia

 Japón
- Servicio Aéreo del Ejército Imperial Japonés: P-40 capturados.

 Países Bajos
- Real Fuerza Aérea de las Indias Orientales Neerlandesas

 Nueva Zelanda
- Real Fuerza Aérea de Nueva Zelanda

 Polonia
 Sudáfrica
- Fuerza Aérea Sudafricana

 Unión Soviética
- Fuerza Aérea Soviética
- Aviación Naval Soviética

 Turquía
- Fuerza Aérea Turca

 Reino Unido
- Real Fuerza Aérea Británica

## Especificaciones (P-40E)
Referencia datos: Curtiss Aircraft 1907–1947, America's hundred thousand : the U.S. production fighter aircraft of World War II

### Características generales
- Tripulación: Uno (piloto)
- Longitud: 9,7 m (31,7 ft)
- Envergadura: 11,4 m (37,3 ft)
- Altura: 3,3 m (10,7 ft)
- Superficie alar: 21,9 m² (235,7 ft²)
- Perfil alar: raíz: NACA2215; punta: NACA2209
- Peso vacío: 2686 kg (5919,9 lb)
- Peso cargado: 3862 kg (8511,8 lb)
- Peso máximo al despegue: 4000 kg (8816 lb)
- Planta motriz: 1× motor lineal V12 refrigerado por líquido Allison V-1710-39.
  - Potencia: 920 kW (1268 HP; 1251 CV)
- Hélices: Curtiss-Wright tripala de velocidad constante

### Rendimiento
- Velocidad máxima operativa (Vno): 538 km/h (334 MPH; 290 kt)
- Velocidad crucero (Vc): 496 km/h (308 MPH; 268 kt)
- Alcance: 1152 km (622 nmi; 716 mi)
- Techo de vuelo: 8900 m (29 199 ft)
- Régimen de ascenso: 11 m/s (2165 ft/min)
- Carga alar: 171 kg/m² (35 lb/ft²)
- Potencia/peso: 0,23 kW/kg (0,14 hp/lb)
- Tiempo a altitud: 4600 m (15 000 pies) en 6 min 15 s

### Armamento
- Ametralladoras: 

  - 6x M2 Browning de 12,7 mm en las alas con 150-200 cartuchos cada una
- Puntos de anclaje: 3 (uno bajo el fuselaje y dos bajo las alas) con una capacidad de 907 kg, para cargar una combinación de:  
  - Bombas: desde 250 a 1000 lb (110 a 450 kg) hasta un total de 2000 lb (907 kg)

## Aeronaves relacionadas

### Desarrollos relacionados
- Curtiss P-36 Hawk
- Curtiss P-37
- Curtiss XP-42
- Curtiss XP-46
- Curtiss P-60
- Rowley P-40F

### Aeronaves similares
- Focke-Wulf Fw 190
- Messerschmitt Bf 109
- Bell P-39 Airacobra
- Grumman F4F Wildcat
- Dewoitine D.520
- Macchi MC.202
- Kawasaki Ki-61
- Mitsubishi A6M Zero
- Hawker Hurricane
- Supermarine Spitfire
- Lavochkin-Gorbunov-Goudkov LaGG-3
- Mikoyan-Gurevich MiG-3
- Yakovlev Yak-1

### Secuencias de designación
- Secuencia Numérica (interna de Curtiss): ← 76/76A - 77 - 79 - 81 - 82 - 84 - 85 - 86 - 87 - 88 - 90 - 91 →
- Secuencia P-_ (Cazas (Pursuit) del USAAC/USAAF/USAF, 1924-1962): ← P-37 - P-38 - P-39 - P-40 - XP-41 - P-42 - P-43 →